# Kunlun-Station
Koordinaten: 80° 25′ 2″ S, 77° 8′ 58,5″ O
Die Kunlun-Station (chinesisch 崑崙站, Pinyin Kūnlún Zhàn) ist die dritte und die südlichste Forschungsstation des Chinesischen Polarforschungszentrums in der Antarktis. Sie ist nach der Amundsen-Scott-Südpolstation die zweitsüdlichste aller antarktischen Forschungsstationen. Sie liegt auf einer Höhe von 4087 Metern und 7,3 km südwestlich des mit 4093 Metern höchsten Punktes von Dome A und ist damit die höchstgelegene antarktische Forschungsstation.
Kunlun wurde am 27. Januar 2009 rund 1260 km südlich der Zhongshan-Station in Betrieb genommen und ist nur während des antarktischen Sommers besetzt. Sie bietet auf 558 Quadratmetern bis zu 28 Menschen Platz.
Kunlun wird von der Zhongshan-Station versorgt. Um dies zu erleichtern, wurde am 8. Februar 2014 etwa auf halbem Wege zwischen den beiden Stationen die Taishan-Station eröffnet.